# Mona Guérin
Mona Rouzier Duplessu, más conocida como Mona Guérin (Puerto Príncipe, 9 de octubre de 1934 - 30 de diciembre de 2011), fue una educadora, escritora y presentadora feminista haitiana.

## Biografía
Hija de Gontran Rouzier y Camille Duplessy, estudió con los Sœurs de Saint-Joseph de Cluny y en la Pensionnat Sainte-Rose de Lima en Puerto Príncipe. Recibió una beca del Consejo de las Artes de Canadá que le permitió estudiar literatura contemporánea en la Universidad de Saint Paul en Ottawa. A su regreso a Haití, se casó con Joseph Guérin, un ingeniero; la pareja tuvo dos hijas. Fue profesora de enseñanza primaria desde 1965 hasta 1980.
De 1961 a 1965, escribió una columna semanal para Le Nouvelliste. Guérin también escribió guiones para la serie de televisión Gala de Galerie que apareció en Télé-Haïti de 1977 a 1981 y para la serie de radio Roye ! Les Voilà que se emitió entre 1982 y 1994. Fue presentadora del programa de radio Dieu à tout moment (1992-1994) y también escribió unos sesenta episodios para la serie de radio Petit théâtre de Magik-Stéréo.
En 1983, fue nombrada Caballero en la Orden de las Palmas Académicas de Francia.
Murió en Puerto Príncipe a la edad de 77 años después de contraer neumonía.

## Obras seleccionadas

### Teatro
- L'Oiseau de ces dames (1966)
- Les Cinq Chéris (1969)
- La Pieuvre (1971)
- Chambre 26 (1973)
- Sylvia (1974)
- La Pension Vacher (1976)

### Otros trabajos
- Sur les vieux thèmes, poesía(1958)
- Mi-figue, mi-raisin, cuentos (1998),recibió el Prix littéraire des Caraïbes de la Association des écrivains de langue française.